# Borve Castle (Sutherland)
Borve Castle ist eine Burgruine in der Kirtomy Bay in der Nähe der Siedlung Farr in der traditionellen schottischen Grafschaft Sutherland, die heute Teil der Council Area Highland ist. Sie wird auch Farr Castle genannt. Die Ruine ist als Scheduled Monument denkmalgeschützt.

## Geschichte
Die Burg, die vermutlich ursprünglich für einen Wikinger namens Torquil gebaut wurde, war eine Festung des Clan Mackay, der sie als Basis für Raubzüge zu seinen Nachbarn, dem Clan Sutherland, nutzte. Die Mackays erschienen nicht vor Marie de Guise, der Mutter von Maria Stuart, wie ihnen geheißen worden war. Daher wurde John Gordon, 11. Earl of Sutherland, Clanchef der Sutherlands, angewiesen, die Burg zu zerstören. Marie de Guise mietete im August 1554 ein privates Schiff, die Lion, um die Burg anzugreifen. Sir Hew Kennedy of Girvamains, der Stiefvater (oder Stiefbruder) des Earls, sandte 50 Soldaten und den königlichen Schützen Hans Cochrane mit einer Kanone an Bord. Man erzählt sich auch, dass eine Kanone den ganzen Weg von Edinburgh heraufgezogen wurde. Rory Mor Mackay, der Kapitän der Burg, war offenbar erschrocken zu sehen, dass der Feind mit einer Kanone bewaffnet war, wo doch die Burg allen bisherigen Belagerungen widerstanden hatte. Die Burg wurde zerstört und Rory Mor Mackay wurde erhängt. Im November kehrte Kennedy mit Ive Du Mackay, 12. of Strathnaver, nach Edinburgh zurück. Dieser wurde zuerst in Dumbarton Castle und dann in Edinburgh Castle eingesperrt.
Nach der Zerstörung von Borve Castle sammelte John Mor Mackay eine Truppe des Clan Mackay um sich und begab sich in eine Schlacht mit dem Clan Sutherland, die als Schlacht von Garbbarry bekannt wurde. Die Mackays wurden besiegt; dies war die letzte Schlacht zwischen den beiden Clans.

## Historische Dokumente
Der Geschichtswissenschaftler Sir Robert Gordon (1580–1656), ein jüngerer Sohn von Alexander Gordon, 12. Earl of Sutherland, schrieb über die Belagerung von Borve Castle in seinem Buch A Genealogical History of the Earldom of Sutherland:

Die Königin erteilte John Gordon, Earl of Sutherland, den Auftrag, gegen Ive MacKay und sein Land vorzugehen. Der Earl of Sutherland hob mit der Hilfe von Huntly und mit dem Auftrag der Regentin eine ungeheuere Truppe aus und fiel als erster Earl of Sutherland, der dies wagte, in das Land der MacKays ein. So sammelte Earl John alle seine Truppen, fiel nach Strathnaver ein, plünderte und zerstörte vor ihm in feindlicher Art und besetzte alle zweifelhaften Orte, sodass – wie Hollinshed sagte – ihnen kein Loch mehr für sie blieb, um von dort zu entkommen. Aber als Earl John erkannte, dass Ive MacKay nicht blieb und ihn bekämpfte, belagerte er die starke Burg und Festung namens Borwe, die wichtigste Festung dieses Landes, nicht einmal zwei Meilen von Far. Nach einer kurzen Belagerung nahm er sie mit Gewalt ein und hängte Rory MacKean-Voir, den Kapitän der Burg.